# Tự do toàn cảnh

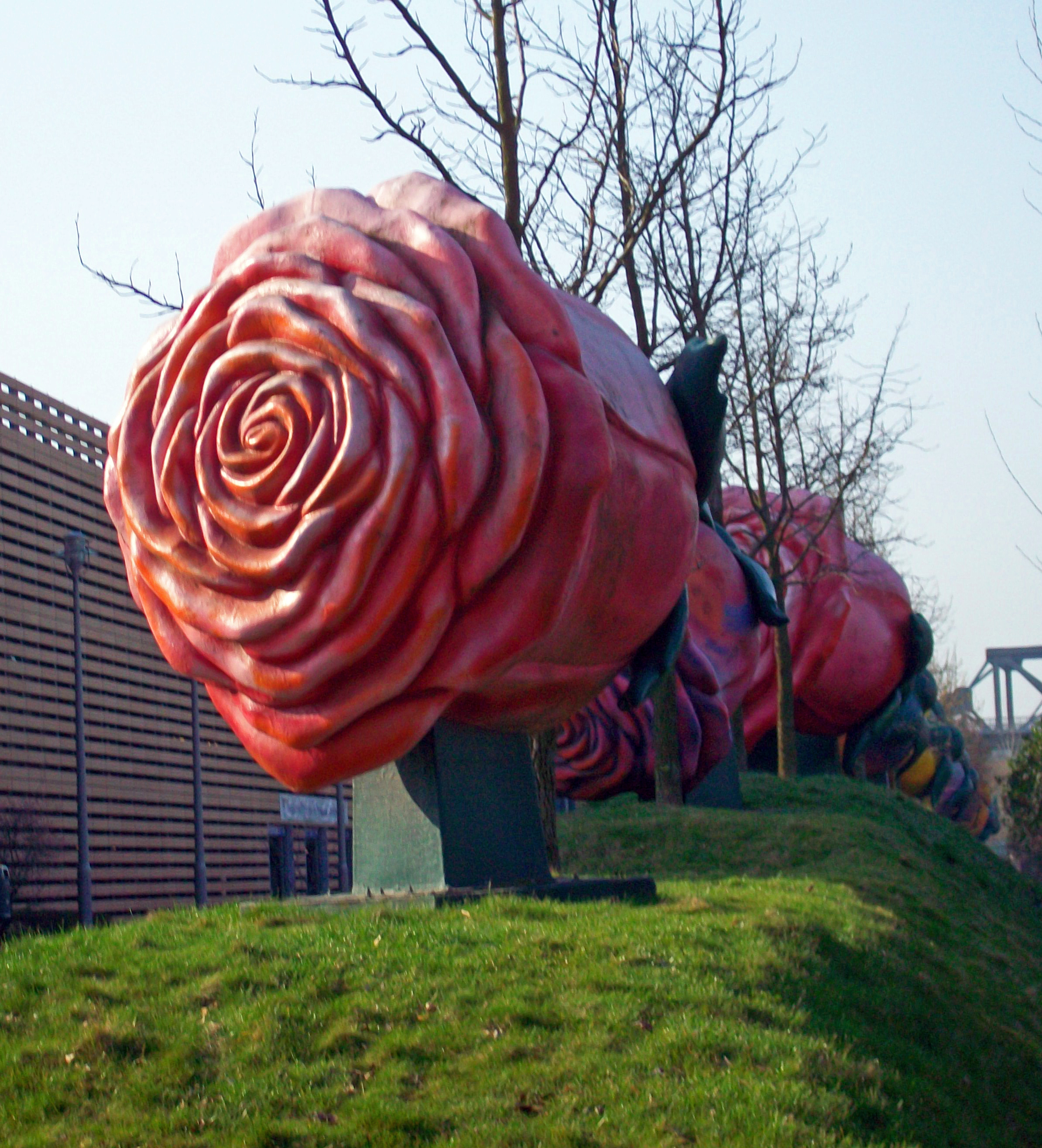
Ảnh chụp các tác phẩm điêu khắc của Sergej Alexander Dott ở Gleisdreieck, Berlin, được xuất bản theo quy định về quyền tự do toàn cảnh trong luật bản quyền của Đức

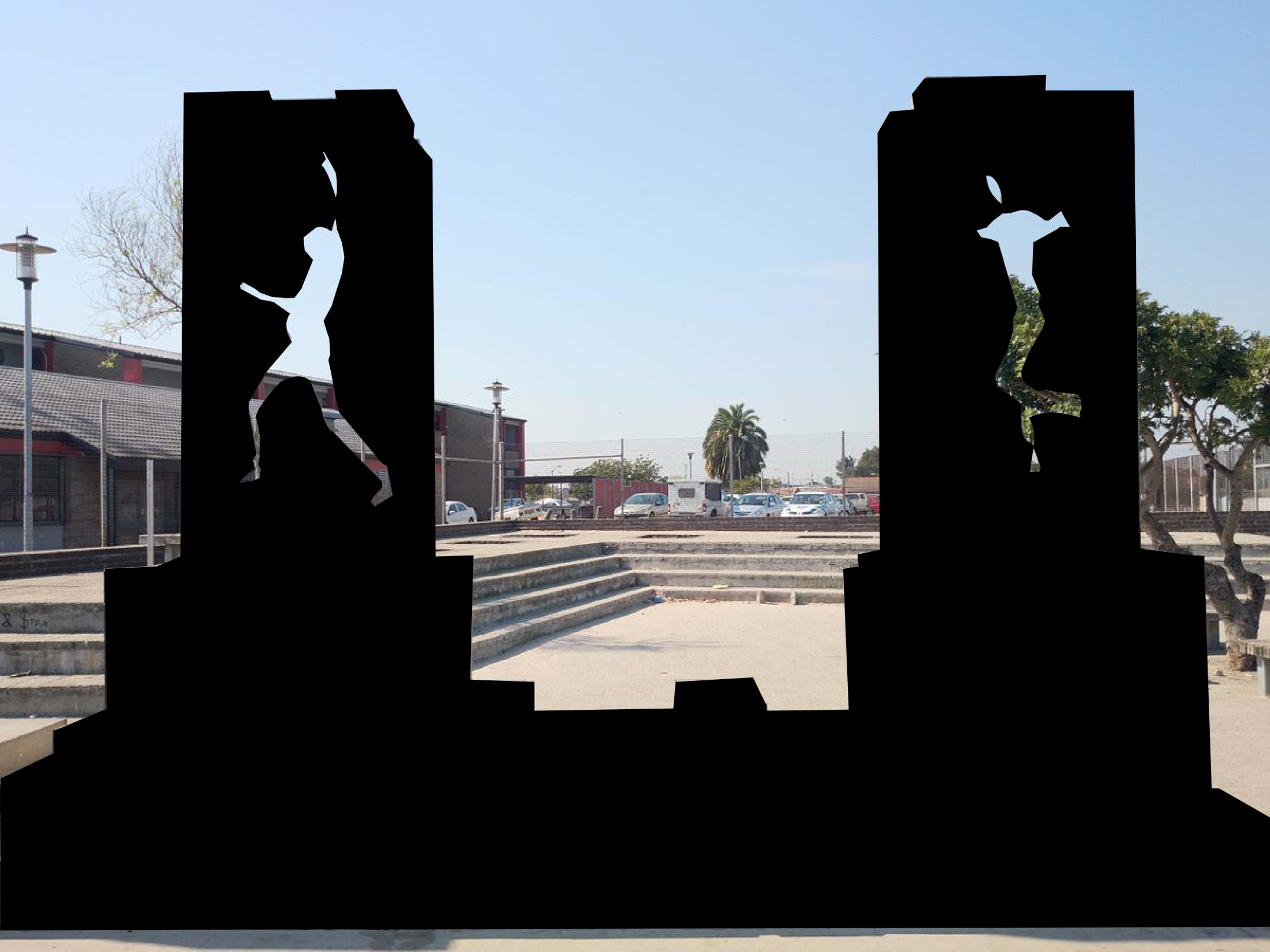
Ở Nam Phi, không có quy định về tự do toàn cảnh. Nên các đối tượng có bản quyền như bức tượng trên đây phải bị che lại.

Tự do toàn cảnh (TDTC) (tiếng Anh: Freedom of panorama, viết tắt là FOP) là một điều khoản trong luật bản quyền của các khu vực pháp lý khác nhau trong đó cho phép chụp ảnh, quay video hoặc tạo ra các hình ảnh khác (chẳng hạn như tranh vẽ) về các tòa nhà, các tác phẩm điêu khắc hoặc tác phẩm nghệ thuật được đặt cố định tại nơi công cộng mà không vi phạm quyền tác giả của chúng, cũng như quá trình xuất bản những hình ảnh đó.

## Quyền tự do toàn cảnh trên thế giới
Luật bản quyền của nhiều nước có các điều khoản tương tự nhau nhằm cho phép các bức ảnh được chụp ở nơi công cộng thuộc tự do toàn cảnh. Tuy nhiên, nhiều quốc gia lại có những cách giải thích rất khác về những quy định của họ.

Lược đồ thể hiện tình trạng quyền tự do toàn cảnh được áp dụng tại các khu vực pháp lý khác nhau trên toàn thế giới đối với những hình ảnh dùng cho mục đích thương mại